# Prokopp Róbert
Prokopp Róbert (Budapest, 1959. április 17.) producer.

## Életpályája
Szülei: Prokopp Sándor és Andor Emese. 1978-1985 között a müncheni Lajos–Miksa Egyetem (Ludwig-Maximilians-Universität) hallgatója volt. 1985-1988 között független gyártásvezető volt. 1988-1990 között a müncheni T&P Filmproduktion munkatársa volt. 1990-1991 között a DMB&B egyik alapítója és ügyvezető igazgatója volt. 1991-től az MTM Kommunikációs Rt. ügyvezetője, majd vezérigazgatója. 1998-2004 között a Magyar Síszövetség elnöke volt.

## Magánélete
1997-ben házasságot kötött Földesi Judit színésznővel. Egy fiuk született: Maximilián (1998).

## Filmjei
- Érzékek iskolája (1996)

## Művei
- Spagetti és opera olasz hangulatban (Vajda Péterrel, 2004)
- Mediterrán kalandozás az Adriától Hispániáig (Vajda Péterrel, 2004)